# Ізовітова Лідія Павлівна
Лідія Павлівна Ізовітова (нар. 3 жовтня 1947, Христинівка, Христинівський район, Черкаська область) — голова Національної асоціації адвокатів України та Ради адвокатів України. 9 червня 2017 року вдруге обрана на посаду голови НААУ звітно-виборним з'їздом адвокатів (нова каденція розпочинається у листопаді 2017 року). Президент Спілки адвокатів України (2011–2016).

## Біографія
У 1972 р. закінчила Харківський юридичний інститут і розпочала адвокатську діяльність у Харківській обласній колегії адвокатів.
З 1990 р. — член Спілки адвокатів України, голова законопроєктної комісії САУ.
З 2001 р. — віце-президент Спілки адвокатів України. Член Вищої ради юстиції з 1998 р., призначена на третій шестирічний термін поспіль 2.11.2009 V з'їздом адвокатів України.
У 2007 р. обрана головою Вищої ради юстиції, з 22.03.2010 р. обіймає посаду заступника голови ВРЮ, а з 16.05.2013 р. — секретар секції Вищої ради юстиції з питань призначення суддів на посади та звільнення їх з посад.
З листопада 2010 р. — член Вищої кваліфікаційної комісії адвокатури при Кабінеті Міністрів.
У листопаді 2011 р. обрано президентом Спілки адвокатів України.
Член Конституційної Асамблеї (за згодою) з 17.05.2012 р.
Член Робочої групи з питань реформування законодавства про адміністративні правопорушення та запровадження інституту кримінальних проступків, створеної Розпорядженням Президента України (з 30.05.2012 р.).
Член Робочої групи з реформування адвокатури у складі Ради з питань судової реформи при Президентові України (з листопада 2014 року).

### Наукові ступені та звання
- Державний службовець I рангу (2007)[1]

### Нагороди
- Заслужений юрист України (1995)[2].
- Почесна відзнака Вищої ради юстиції (2001).
- Орден «За заслуги» ІІІ ступеня (2002)[3].
- Почесна грамота Верховної Ради України (2003).
- Нагрудний знак «Видатний адвокат України» (2011).

## Критика
Ізовітова роками створювала систему при котрій її влада в системі управління Національної асоціації адвокатів України та Ради адвокатів України є беззаперечною і що не підлягає змінам.
У медіа та в адвокатському середовищі Лідію називають «людиною Медведчука».
Понад десять років «правління» Ізовітової Національна асоціація та Рада адвокатів не висловлювали позицій щодо історичних державних подій: Національна асоціація адвокатів України не засудила диктаторські закони 16 січня 2014 року і не висловила позиції щодо дій режиму Януковича та побиття людей на Майдані під час Революції Гідності. 
2023 року на сайті Національної асоціації Ізовітова критикувала зареєстрований у Верховній Раді законопроєкт, що пропонував запровадити кримінальну відповідальність для адвокатів, які працюють на окупованих територіях, визнаючи легітимність влади окупантів.